# David Arquette
David James Arquette (Winchester, Virginia, 8 de septiembre de 1971) es un actor estadounidense, director de cine, productor, guionista, diseñador de modas, y ocasionalmente luchador libre profesional. Es miembro de la familia de actores Arquette, se hizo conocido en el papel durante la década de 1990 después de protagonizar muchas películas de Hollywood, incluyendo la Saga Scream. Desde entonces ha tenido varios papeles de televisión, interpretando a "Jason Ventress" en In Case of Emergency. Además de su carrera como actor, Arquette tuvo una breve incursión en la lucha libre profesional a principios de 2000, en la cual consiguió alcanzar el título de Campeón Mundial Peso Pesado de la WCW.

## Biografía
Arquette nació en una comuna de Subud en Winchester, Virginia, hijo de Brenda "Mardi" Olivia (de soltera Nowak), una actriz, poeta, empresaria teatral, activista, profesora de actuación, y terapeuta, y Lewis Arquette, un actor. El abuelo paterno de Arquette era comediante de Cliff Arquette. La madre de David Arquette era judía, hija de un refugiado del Holocausto en Polonia, y el padre de Arquette fue un converso al Islam y descendiente del explorador Meriwether Lewis (y por lo tanto su ascendencia galesa). Los hermanos de Arquette son también actores: Rosanna, Alexis, nacido Robert, Richmond y Patricia Arquette.
Arquette se casó con la actriz Courteney Cox el 12 de junio de 1999. Su única hija, llamada Coco Riley Arquette, nació el 13 de junio de 2004. Jennifer Aniston (coprotagonista de Cox en Friends), es la madrina del bebé. El 11 de octubre de 2010, se anunció que Arquette y Cox tendrían un juicio de separación pero "todavía se amaban profundamente." En una entrevista con Howard Stern un día después, el 12 de octubre de 2010, Arquette dijo que "habían pasado como cuatro meses más o menos" desde la última vez que él y Cox habían tenido sexo antes de su anuncio de separación; cuando le preguntaron sobre Jasmine Waltz, a quien Stern describió como  "la chica en los papeles que se parece a Courteney", Arquette admitió, "Tuve sexo con una chica una vez. Quizás dos." En junio de 2012, pidió el divorcio después de casi dos años de separación de Cox.
Arquette entró en rehabilitación por tratamiento de "alcohol y otras cuestiones" el 1 de enero de 2011, después de celebrar Año Nuevo.
Arquette ha estado saliendo con la corresponsal de Entertainment Tonight Christina McLarty desde 2011. Anunciaron que esperaban a su primer hijo juntos en noviembre de 2013. McLarty dio a luz al hijo de la pareja, Charlie West, el 28 de abril de 2014.

## Carrera en Hollywood

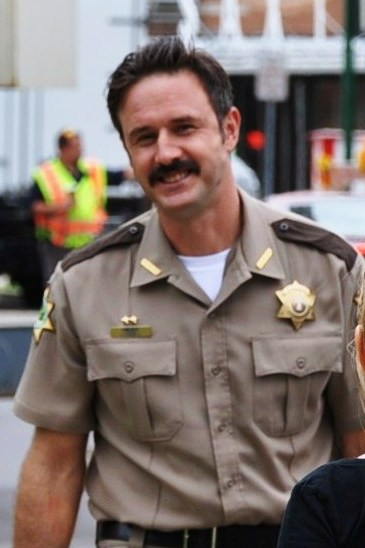
David en el set de Scream 4.

Arquette ha aparecido en numerosas películas, entre ellas Buffy the Vampire Slayer (como Benny) y Airheads (como Carter). También hizo apariciones en programas de televisión como Blossom (1992), Beverly Hills, 90210 (1992), Friends (1996). Arquette también trabajó junto a Drew Barrymore en la película Never Been Kissed (1999) como su hermano mayor.
Podría decirse que Arquette logró su mayor éxito en la película de horror/slasher Scream como Dewey Riley. Fue durante la grabación de la primera película que conoció a su exesposa: Courteney Cox. Al igual que sus personajes, la pareja se casó en 1999. Juntos aparecieron en un anuncio de 2003 para Coca Cola. El mismo año formaron la producción Coquette (un acrónimo de sus apellidos y una palabra que significa una mujer coqueta) y han producido numerosas películas y series de televisión, incluyendo Daisy Does America, Dirt, y Cougar Town, protagonizada por Cox.
Arquette apareció en el videojuego de Sega ESPN NFL 2K5,  expresándose como una "adversaria celebridad" y director de su propio equipo, Los Angeles Locos, como también apareciendo como un personaje desbloqueable en Season Mode. También apareció en el videojuego de 2001 SSX Tricky, como la voz del personaje principal, Eddie.
Arquette protagonizó junto a Jonathan Silverman y Kelly Hu en la comedia de ABC In Case of Emergency, que fue cancelada después de una temporada después de salir al aire con 12 de sus 13 episodios. Desde entonces, él ha aparecido en la película Hamlet 2 como Gary y protagonizó su papel de Dewey Riley en Scream 4, de nuevo junto a su exesposa. Él recientemente apareció junto a su hermana en el drama Medium el 7 de enero de 2011 y dirigió un capítulo de la drama CSI: Miami de la temporada 9.
Apareció en el vídeo musical de Rascal Flatts para su canción "Why Wait" en 2010.

## Carrera en la lucha libre profesional

### World Championship Wrestling (2000)
En el 2000, después de filmar la película Ready to Rumble, de World Championship Wrestling (WCW), Arquette entró en las historias de WCW. Hizo su primera aparición en el episodio de Thunder del 12 de abril de 2000, sentado en la multitud antes de saltar al ring para participar en una confrontación con Eric Bischoff y su stable New Blood. Luego, formó una alianza con Chris Kanyon y luego reinando el Campeón Mundial Peso Pesado de WCW Diamond Dallas Page, y con su ayuda, derrotó a Bischoff en un combate individual en el episodio del 24 de abril de Nitro. En el siguiente episodio de Thunder, Arquette se unió a Page en un combate contra Bischoff y Jeff Jarrett, con la estipulación de que el hombre que obtuviera el pin se llevaría el campeonato. Arquette cubrió a Bischoff nuevamente en el final de la lucha, recibiendo el Campeonato Mundial Peso Pesado de WCW. Está decisión fue considerada como uno de los factores que contribuyeron a la eventual desaparición de WCW; ya de por sí la compañía estaba en graves problemas internos pero el haber hecho a Arquette campeón, terminó por destruir la reputación del máximo cinturón de la compañía.
Arquette mantuvo su título durante 12 días hasta el pago por evento de Slamboree el 7 de mayo de 2000, cuando fue reservado para defender el campeonato contra Jarrett y Page en un Triple Threat Match, el mismo partido que aparece en el clímax de Ready to Rumble. Al final, se volvió hacia Page y le dio la victoria a Jarrett. Después de Slamboree, Arquette realizó una promo en el episodio del 8 de mayo de Nitro, explicando que toda su amistad con Page y su carrera por el título fue un "viraje". Posteriormente, Page corrió hacia el ring y lo golpeó con un Diamond Cutter. Arquette hizo una última aparición en WCW en el pay-per-view de New Blood Rising el 13 de agosto, cuando interfirió en una lucha entre Buff Bagwell y Kanyon.

### World Wrestling Entertainment (2010)
El 13 de diciembre de 2010 en el episodio de Raw, Arquette hizo su debut en la WWE asociándose con Alex Riley en un Handicap match contra Randy Orton, el cual perdieron.

### Circuito independiente (2018-presente)
En 2018, Arquette dijo durante una entrevista en The Wendy Williams Show, años después de su controvertida victoria en el título de WCW, que ha sido trolleado durante 18 años en Internet y que quiere que las personas respeten su nombre en la lucha libre profesional. Comenzó a entrenar con el luchador profesional Peter Avalon para su regreso. El 15 de julio de 2018, Arquette regresó a la lucha libre profesional haciendo su debut para Championship Wrestling from Hollywood (CWFH) cayendo derrotado contra RJ City.
El 6 de octubre de 2018, Arquette se asoció con RJ City para derrotar al equipo de Halal Beefcake (Idris Abraham y Joe Coleman) en un combate de equipo en el show del 25 aniversario de Border City Wrestling en Windsor, Ontario, Canadá.
El evento fue filmado por Impact Wrestling al aire como una noche de pago por visión en noviembre de 2018. El 16 de noviembre de 2018, Arquette luchó contra Nick Gage en un Deathmatch en el evento LA Confidential de Joey Janela. Durante el combate, sufrió un corte severo en el cuello, lo que le hizo sangrar profusamente. Después de su lucha, fue a un hospital y fue operado. Arquette más tarde declararía que ha terminado con los deathmatches.
El 23 de mayo de 2019, Arquette hizo su debut en Being the Elite, donde intentó convencer a The Young Bucks (Matt & Nick Jackson) para que le permitieran ingresar a Over the Budget Battle Royal en Double or Nothing. Ninguno de los dos lo reconoció al principio, sin embargo, finalmente recordaron su reinado en el Campeonato Mundial de la WCW, pero aun así se negaron a permitirle competir, y le otorgaron un Superkick doble.

## Campeonatos y logros
- World Championship Wrestling
  - WCW World Heavyweight Championship (1 vez)

- Pro Wrestling Illustrated
  - Situado en el Nº453 en los PWI 500 de 2019[24]

- WrestleCrap
  - Gooker Award (2000) Ganar el Campeonato Mundial Peso Pesado de la WCW[25]

- Wrestling Observer Newsletter
  - WON Táctica promocional más disgustante - 2000 (David Arquette como Campeón Mundial Peso Pesado de la WCW)

## Filmografía
- The Outsiders (Serie de televisión) (1990)
- Parenthood (Serie de televisión) (1990)
- Halfway house (1992)
- Cruel Doubt (TV) (1992)
- Buffy the Vampire Slayer (1992)
- Where the Day Takes You (1992)
- Blossom (Serie de televisión) (1992)
- Beverly Hills, 90210 (Serie de televisión) (1992)
- An Ambush of Ghosts (1993)
- The Webbers (TV) (1993)
- Frank & Jesse (1994) (sin crédito)
- The Road Killers (1994)
- Roadracers (1994) (TV)
- Airheads (1994)
- Fall Time (1995)
- Double Rush (TV) (1995)
- Wild Bill (1995)
- Beautiful Girls (1996)
- Kiss & Tell (1996)
- Dead Man's Walk (miniserie) (1996)
- Skin & Bone (1996)
- Friends (1996)
- Johns (1996)
- Scream (1996) como Dewey Riley
- Dream with the Fishes (1997)
- The Alarmist (1997)
- Scream 2 (1997) como Dewey Riley
- RPM (1998)
- Penn & Teller's Sin City Spectacular (1998)
- Free Money (1998)
- The Runner (1999)
- Ravenous (1999)
- Muppets from Space (1999)
- Never Been Kissed (1999)
- The Hughleys (1999)
- Scream 3 (2000) como Dewey Riley
- Ready to Rumble (2000)
- Pelswick (2000) (voz)
- 3000 Miles to Graceland (2000)
- The Shrink Is In (2000)
- See Spot Run (2001)
- The Grey Zone (2001)
- Son of the Beach (TV) (2001–2002)
- Eight Legged Freaks (2002) Chris McCormack
- Happy Here and Now (2002)
- It's a Very Merry Muppet Christmas Movie (TV) (2002)
- Essentially Naked (V) (2003)
- A Foreign Affair (2003) lanzado en el DVD de Two Brothers and a Bride
- Stealing Sinatra (2003)
- Never Die Alone (2004)
- Riding the Bullet (2004)
- The Commuters (TV) (2005)
- Slingshot (2005)
- The Adventures of Sharkboy and Lavagirl in 3-D (2005)
- The Darwin Awards (2006)
- Time Bomb (TV) (2006)
- The Tripper (2007) - Director
- In Case of Emergency (TV) (2007)
- My Name Is Earl (Serie de televisión) (2008)
- Hamlet 2 (2008)
- Pushing Daisies (Serie de televisión) (2008)
- Nosebleed (2008)
- The Land of The Astronauts (2010) Jack
- Medium (TV Series) (2011)- Michael "Lucky" Benoit
- Scream 4 (2011) - Dewey Riley
- CSI: Miami (TV Series) (2011) - Director
- Jake and the Never Land Pirates (2011)- voz Skully
- Cleaners (2013-2014) - Frank Barnes
- Scream (2022) - Dewey Riley
- The Good Half (2023) - Rick Barona
- Scream 7 (2026) - Dewey Riley